# Dětmarovice

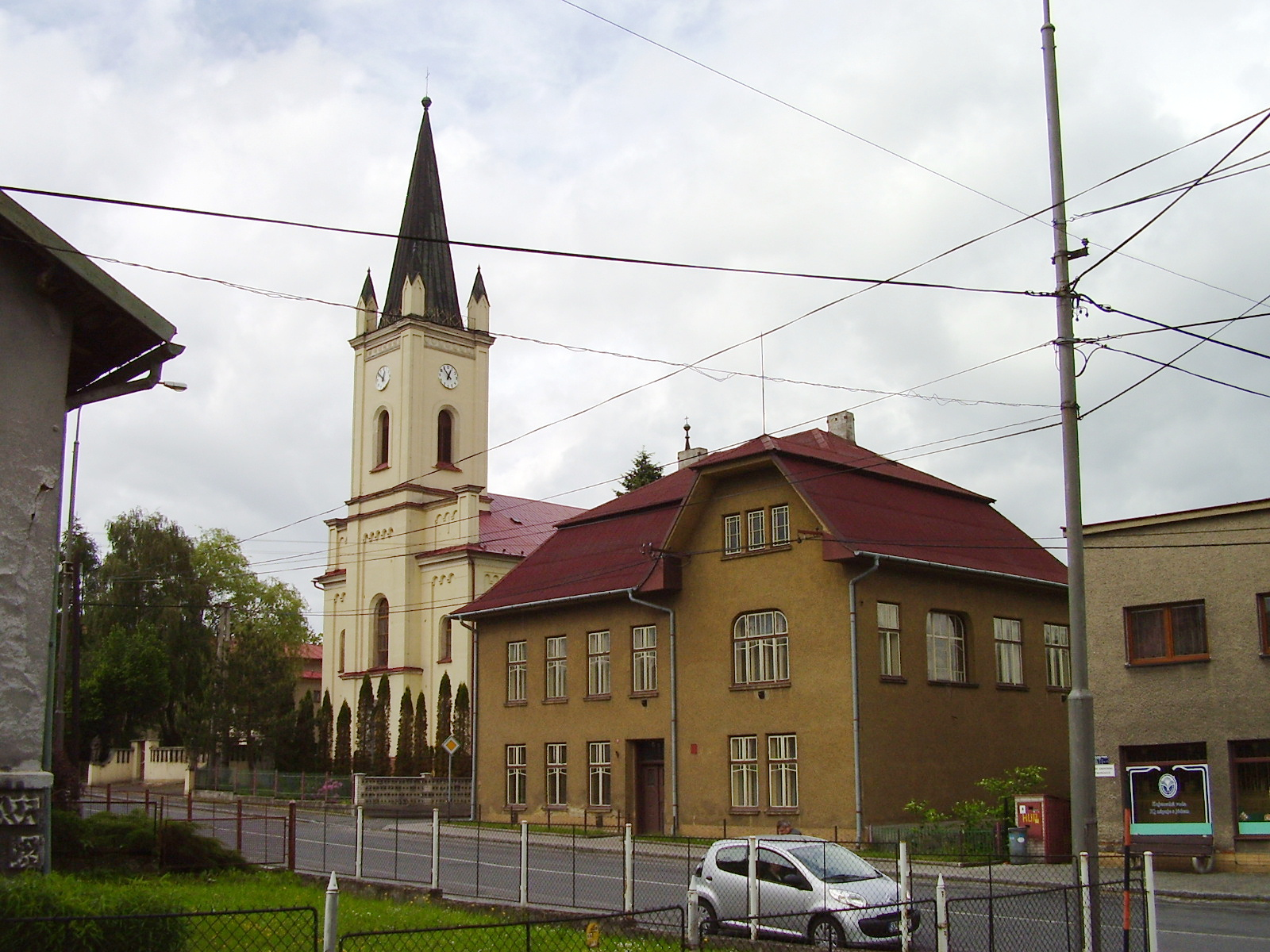
Kirche

Dětmarovice (deutsch Dittmarsdorf auch Dittmannsdorf, polnisch Dziećmorowice) ist eine tschechische Gemeinde mit 3.934 Einwohnern. Die Gemeinde liegt drei Kilometer südöstlich von Dolní Lutyně und gehört zum Okres Karviná in Schlesien.

## Gemeindegliederung
Die Gemeinde Dětmarovice besteht aus den Ortsteilen Dětmarovice (Dittmarsdorf) und Koukolná (Konkolna).

## Sehenswürdigkeiten
- Kapelle
- Kirche